# Copa Mundial de Fútbol Playa FIFA 2015
La Copa Mundial de Fútbol Playa de FIFA de 2015 fue la 8.ª edición de este torneo. La sede de la competición fue la ciudad de Espinho (Portugal).
La selección de Portugal se proclamó como campeona del certamen por primera vez en la historia del evento, además de la segunda en ganarlo como local en las ocho ediciones bajo la organización de la FIFA. Su rival en la final fue Tahití, que se convirtió en la primera selección oceánica que disputó el título.
La selección de Brasil fue eliminada en cuartos de final por Rusia, siendo la primera vez que no alcanzaba las semifinales en una Copa Mundial.

## Elección de sede
Según el ente rector, doce asociaciones miembros de la FIFA en dicha disciplina iniciaron los procedimientos para ser seleccionadas como ciudad sede de la edición 2015 del torneo, las cuales fueron: 

| - Brasil - Bulgaria - Ecuador - El Salvador | - Francia - Hungría - Mauricio - Portugal | - Rusia - Senegal - Suiza - Tailandia. |

El 28 de mayo de 2013 se dio a conocer la decisión final, en la que Portugal, cuya ciudad sede será Espinho, alojará la copa mundial de fútbol playa.

## Equipos participantes
En cursiva, el equipo debutante.
| Clasificatorias | Clasificatorias | Clasificatorias | Clasificatorias | Clasificatorias |
| --------------- | --------------- | --------------- | --------------- | --------------- |
| AFC             | CAF             | Concacaf        | Conmebol        | UEFA            |

| Equipos participantes | Equipos participantes | Equipos participantes | Equipos participantes |
| --------------------- | --------------------- | --------------------- | --------------------- |
| Argentina             | Irán                  | México                | Rusia                 |
| Brasil                | Italia                | Omán                  | Senegal               |
| Costa Rica            | Japón                 | Paraguay              | Suiza                 |
| España                | Madagascar            | Portugal              | Tahití                |

## Organización

### Sede
Todos los encuentros se disputaron en el municipio de Espinho, Distrito de Aveiro, Región Norte y subregión de Grande Porto, en Portugal, en el estadio de fútbol playa ubicado en playa de la Bahía.

### Lista de árbitros
La FIFA anunció una lista de 24 referís, provenientes de las 6 confederaciones continentales.
| AFC - Turki Al Salehi - Suhaimi Mat Hassan - Bakhtiyor Namazov - Liang Shao CAF - Bessem Boubaker - Said Hachim - Jelili Ogunmuyiwa OFC - Hugo Pado | CONCACAF - Juan Ángeles - César Echeverría - Warner Porras Conmebol - Javier Betancor - Gustavo Domínguez - Mariano Romo - Ivo De Moraes - Álex Valdiezo | UEFA - Laurynas Arzuolaitis - Sofien Benchabane - Roman Borisov - Rubén Eiriz - Ingilab Mammadov - Gionni Matticoli - Lukasz Ostrowski - Antonio Pereira |

### Sorteo
El sorteo para la conformación de los grupos se llevó a cabo en el Centro Multimedia de Espinho el 28 de abril de 2015, con la participación de Jaime Yarza, responsable de competiciones de fútbol sala y fútbol playa de la FIFA; Joan Cuscó, miembro del comité de fútbol playa de la FIFA; junto a los exfutbolistas Vítor Baía y Christian Karembeu.

### Reglas
Las reglas del torneo fueron las siguientes:
- En la primera fase, los dieciséis equipos participantes fueron divididos en cuatro grupos con igual número de integrantes, que jugaron con el sistema de todos contra todos. Clasificaron a la segunda fase los dos equipos con el mayor número de puntos de cada grupo.
- En caso de empate en puntos entre dos o más equipos en la primera fase, se aplicaron los siguientes criterios de desempate: Mayor número de puntos obtenidos en los juegos disputados entre los equipos involucrados; mejor diferencia de goles en los juegos disputados entre los equipos involucrados; mayor número de goles en los juegos disputados entre los equipos involucrados; mejor diferencia de goles en los juegos disputados del grupo; mayor número de goles en los juegos disputados del grupo; sorteo.
- Los ocho equipos clasificados para la segunda fase fueron emparejados y jugaron con el sistema de eliminación directa para definir el campeón. Los perdedores de las semifinales decidieron el tercer puesto.

## Primera fase
- Los horarios corresponden a la hora de Portugal (CEST; UTC+1)
- Leyenda: Pts: Puntos; PJ: Partidos jugados; PG: Partidos ganados; PG+: Partidos ganados en prórroga o tiros desde el punto penal; PP: Partidos perdidos; GF: Goles a favor; GC: Goles en contra; Dif: Diferencia de goles.

### Grupo A
| Equipo    | Pts | PJ | PG | PG+ | PP | GF | GC | Dif | Rend |
| --------- | --- | -- | -- | --- | -- | -- | -- | --- | ---- |
| Portugal  | 6   | 3  | 2  | 0   | 1  | 16 | 10 | 6   | 66%  |
| Japón     | 6   | 3  | 2  | 0   | 1  | 10 | 10 | 0   | 66%  |
| Argentina | 3   | 3  | 1  | 0   | 2  | 9  | 14 | -5  | 33%  |
| Senegal   | 3   | 3  | 1  | 0   | 2  | 12 | 13 | -1  | 33%  |

| 9 de julio de 2015, 14:30                 | Portugal                                            | 4:2                       | Japón                                | Estadio de Espinho, Espinho                            |                                                        |
|                                           | - Madjer 3'24"' 21'19"' - Bé 18'00"' - Alan 34'22"' | ( 1:0, 2:1, 1:1 ) Reporte | - Haragushi 22'09"' - Matsuo 31'50"' | Asistencia: 3500 espectadores Árbitro(s): Juan Ángeles | Asistencia: 3500 espectadores Árbitro(s): Juan Ángeles |
| Vídeo resumen oficial: Portugal vs. Japón |                                                     |                           |                                      |                                                        |                                                        |

| 9 de julio de 2015, 16:00                    | Argentina                                                                    | 4:3                       | Senegal                              | Estadio de Espinho, Espinho                                 |                                                             |
|                                              | - Franceschini 8'00"' - F. Hilaire 10'49"' - Sirico 18'25"' - Minici 20'09"' | ( 2:1, 2:0, 0:2 ) Reporte | - Baldé 4'41"' 24'33"' - Ndour 35'01 | Asistencia: 2400 espectadores Árbitro(s): Sofien Benchabane | Asistencia: 2400 espectadores Árbitro(s): Sofien Benchabane |
| Vídeo resumen oficial: Argentina vs. Senegal |                                                                              |                           |                                      |                                                             |                                                             |

| 11 de julio de 2015, 14:30                  | Senegal                                                                                  | 6:5                       | Portugal                                                                 | Estadio de Espinho, Espinho                                 |                                                             |
|                                             | - Thioune 8'06"' - Kamara 15'55"' - Sylla 25'13"' - Baldé 24'22"' 31'40"' - Fall 28'32"' | ( 1:1, 1:3, 4:1 ) Reporte | - Belchior 6'56"' 30'52"' - Coimbra 15'32"' - Leo 16'15"' - Alan 18'56"' | Asistencia: 3500 espectadores Árbitro(s): Bakhtiyor Namazov | Asistencia: 3500 espectadores Árbitro(s): Bakhtiyor Namazov |
| Vídeo resumen oficial: Senegal vs. Portugal |                                                                                          |                           |                                                                          |                                                             |                                                             |

| 11 de julio de 2015, 16:00                 | Japón                                                 | 4:3                       | Argentina                                            | Estadio de Espinho, Espinho                             |                                                         |
|                                            | - Goto 14'41"' 20'58"' - Matsuo 16'00"' - Oba 23'14"' | ( 0:1, 4:1, 0:1 ) Reporte | - F. Hilaire 1'41"' - Costas 20'54"' - López 31'09"' | Asistencia: 3200 espectadores Árbitro(s): Roman Borisov | Asistencia: 3200 espectadores Árbitro(s): Roman Borisov |
| Vídeo resumen oficial: Japón vs. Argentina |                                                       |                           |                                                      |                                                         |                                                         |

| 13 de julio de 2015, 14:30                    | Portugal                                                                                              | 7:2                       | Argentina                                    | Estadio de Espinho, Espinho                                 |                                                             |
|                                               | - Belchior 8'52"' - Madjer 11'30"' 30'40"' - Torres 15'29"' - Alan 17'26"' 28'26"' - Zé María 35'59"' | ( 2:0, 2:0, 3:2 ) Reporte | - Sirico 31'19"' (pen.) - S. Hilaire 32'51"' | Asistencia: 3500 espectadores Árbitro(s): Jelili Ogunmuyiwa | Asistencia: 3500 espectadores Árbitro(s): Jelili Ogunmuyiwa |
| Vídeo resumen oficial: Portugal vs. Argentina | |                           |                                              |                                                             |                                                             |

| 13 de julio de 2015, 16:00               | Japón                                                            | 4:3                       | Senegal                                       | Estadio de Espinho, Espinho                                 |                                                             |
|                                          | - Goto 0'37"' - Tabata 9'57"' - Matsuo 15'30"' - Akaguma 20'04"' | ( 2:0, 2:0, 0:3 ) Reporte | - Faye 32'58"' - Ndoye 33'34"' - Fall 35'58"' | Asistencia: 3100 espectadores Árbitro(s): Gustavo Domínguez | Asistencia: 3100 espectadores Árbitro(s): Gustavo Domínguez |
| Vídeo resumen oficial: Japón vs. Senegal |                                                                  |                           |                                               |                                                             |                                                             |

### Grupo B
| Equipo     | Pts | PJ | PG | PG+ | PP | GF | GC | Dif | Rend |
| ---------- | --- | -- | -- | --- | -- | -- | -- | --- | ---- |
| Italia     | 9   | 3  | 3  | 0   | 0  | 16 | 7  | 9   | 100% |
| Suiza      | 6   | 3  | 2  | 0   | 1  | 13 | 11 | 2   | 66%  |
| Omán       | 3   | 3  | 1  | 0   | 2  | 11 | 11 | 0   | 33%  |
| Costa Rica | 0   | 3  | 0  | 0   | 3  | 6  | 17 | -11 | 0%   |

| 9 de julio de 2015, 13:00                    | Italia                                                                         | 6:1                       | Costa Rica       | Estadio de Espinho, Espinho                             |                                                         |
|                                              | - Gori 0'34"' 8'49"' 15'37"' - Zurlo 12'57"' 18'57"' - Villegas 18'35"' (a.g.) | ( 2:1, 4:0, 0:0 ) Reporte | - Pacheco 5'06"' | Asistencia: 3400 espectadores Árbitro(s): Ivo De Moraes | Asistencia: 3400 espectadores Árbitro(s): Ivo De Moraes |
| Vídeo resumen oficial: Italia vs. Costa Rica |                                                                                |                           |                  |                                                         |                                                         |

| 9 de julio de 2015, 17:30             | Suiza                                                   | 5:2                       | Omán                             | Estadio de Espinho, Espinho                                 |                                                             |
|                                       | - Misev 3'09 - Ott 9'06"' 11'31"' 20'21"' - Leu 13'22"' | ( 3:1, 2:1, 0:0 ) Reporte | - Abdulla 5'23"' - Orami 19'00"' | Asistencia: 1800 espectadores Árbitro(s): Jelili Ogunmuyiwa | Asistencia: 1800 espectadores Árbitro(s): Jelili Ogunmuyiwa |
| Vídeo resumen oficial: Suiza vs. Omán |                                                         |                           |                                  |                                                             |                                                             |

| 11 de julio de 2015, 13:00             | Omán                             | 2:4                       | Italia                                                   | Estadio de Espinho, Espinho                               |                                                           |
|                                        | - Araimi 7'32"' - Oraimi 21'51"' | ( 1:2, 1:1, 0:1 ) Reporte | - Zurlo 11'06"' 29'15"' - Marinai 11'31"' - Gori 18'40"' | Asistencia: 3450 espectadores Árbitro(s): Bessem Boubaker | Asistencia: 3450 espectadores Árbitro(s): Bessem Boubaker |
| Vídeo resumen oficial: Omán vs. Italia |                                  |                           |                                                          |                                                           |                                                           |

| 11 de julio de 2015, 17:30                  | Costa Rica                                           | 3:4                      | Suiza                                                          | Estadio de Espinho, Espinho                            |                                                        |
|                                             | - Mendoza 23'49"' - Adanis 29'14"' - Pacheco 34'42"' | ( 0:2, 1:1 2:1 ) Reporte | - Stanković 2'10"' - Ott 10'13"' - Leu 20'13"' - Borer 34'51"' | Asistencia: 2500 espectadores Árbitro(s): Mariano Romo | Asistencia: 2500 espectadores Árbitro(s): Mariano Romo |
| Vídeo resumen oficial: Costa Rica vs. Suiza |                                                      |                          |                                                                |                                                        |                                                        |

| 13 de julio de 2015, 13:00                 | Omán                                                                                          | 7:2                       | Costa Rica                       | Estadio de Espinho, Espinho                               |                                                           |
|                                            | - Hani 3'52"' 25'33"' (pen.) - Yahya 16'22"' 25'12"' - Ghaith 18'10"' - Ishaq 31'05"' 35'22"' | ( 1:0, 2:1, 4:1 ) Reporte | - Johnson 18'07"' 27'25"' (pen.) | Asistencia: 3500 espectadores Árbitro(s): Bessem Boubaker | Asistencia: 3500 espectadores Árbitro(s): Bessem Boubaker |
| Vídeo resumen oficial: Omán vs. Costa Rica |                                                                                               |                           |                                  |                                                           |                                                           |

| 13 de julio de 2015, 17:30              | Suiza                                                      | 4:6                       | Italia                                                                                               | Estadio de Espinho, Espinho                               |                                                           |
|                                         | - Ott 3'11"' 9'07"' - Schirinzi 4'52"' - Stanković 33'45"' | ( 3:2, 0:3, 1:1 ) Reporte | - Zurlo 2'45"' - Gori 3'23"' - Palmacci 14'50"' 30'57"' - Marinai 16'09"' - Frainetti 20'43"' (pen.) | Asistencia: 3200 espectadores Árbitro(s): Antonio Pereira | Asistencia: 3200 espectadores Árbitro(s): Antonio Pereira |
| Vídeo resumen oficial: Suiza vs. Italia |                                                            |                           | |                                                           |                                                           |

### Grupo C
| Equipo | Pts | PJ | PG | PG+ | PP | GF | GC | Dif | Rend |
| ------ | --- | -- | -- | --- | -- | -- | -- | --- | ---- |
| Brasil | 9   | 3  | 3  | 0   | 0  | 11 | 5  | 6   | 100% |
| Irán   | 6   | 3  | 2  | 0   | 1  | 12 | 11 | 1   | 66%  |
| España | 3   | 3  | 1  | 0   | 2  | 9  | 9  | 0   | 33%  |
| México | 0   | 3  | 0  | 0   | 3  | 4  | 11 | -7  | 0%   |

| 10 de julio de 2015, 13:00             | España                                                          | 5:6                       | Irán                                                                                               | Estadio de Espinho, Espinho                               |                                                           |
|                                        | - Antonio 1'59"' 14'05"' 30'37"' - Nico 2'28"' - Llorenç 7'57"' | ( 3:2, 1:2, 1:2 ) Reporte | - Boulokbashi 1'39"' 14'06"' - Mesigar 4'53"' - Mokhtari 18'07"' 35'17"' - Ezequiel 34'00"' (a.g.) | Asistencia: 1900 espectadores Árbitro(s): Javier Betancor | Asistencia: 1900 espectadores Árbitro(s): Javier Betancor |
| Vídeo resumen oficial: España vs. Irán |                                                                 |                           | |                                                           |                                                           |

| 10 de julio de 2015, 17:30               | Brasil                                                                                                  | 5:1                       | México            | Estadio de Espinho, Espinho                                |                                                            |
|                                          | - Rodrigo 0'29"' - Bokinha 5'48"' - Bruno Xavier 11'50"' - González 25'29"' (a.g.) - Mauricinho 28'23"' | ( 3:0; 0:0; 2:1 ) Reporte | Maldonado 30'50"' | Asistencia: 3500 espectadores Árbitro(s): Lukasz Ostrowski | Asistencia: 3500 espectadores Árbitro(s): Lukasz Ostrowski |
| Vídeo resumen oficial: Brasil vs. México | |                           |                   |                                                            |                                                            |

| 12 de julio de 2015, 13:00               | México                   | 1:3                       | España                                                   | Estadio de Espinho, Espinho                               |                                                           |
|                                          | - Maldonado 0'13' (pen.) | ( 1:1; 0:1; 0:1 ) Reporte | - Llorenç 2'26"' - Nico 16'28"' - Antonio 34'37"' (pen.) | Asistencia: 2500 espectadores Árbitro(s): Turki Al Salehi | Asistencia: 2500 espectadores Árbitro(s): Turki Al Salehi |
| Vídeo resumen oficial: México vs. España |                          |                           |                                                          |                                                           |                                                           |

| 12 de julio de 2015, 17:30             | Irán                                       | 3:4                       | Brasil                                                                                     | Estadio de Espinho, Espinho                                |                                                            |
|                                        | - Akbari 1'25"' 3'09"' - Ahmadzadeh 4'04"' | ( 3:3, 0:0, 0:1 ) Reporte | - Fernando DDI 1'46"' - Bruno Xavier 11'26"' (pen.) - Bokinha 11'39"' - Mauricinho 25'03"' | Asistencia: 3500 espectadores Árbitro(s): Gionni Matticoli | Asistencia: 3500 espectadores Árbitro(s): Gionni Matticoli |
| Vídeo resumen oficial: Irán vs. Brasil |                                            |                           |                                                                                            |                                                            |                                                            |

| 14 de julio de 2015, 13:00             | México                          | 2:3               | Irán                                                | Estadio de Espinho, Espinho      |                                  |
|                                        | - Gómez 18'18"' - Villa 21'29"' | ( 0:1, 2:2, 0:0 ) | - Akbari 1'55"' - Ahmadzadeh 14'38"' - Dara 14'59"' | Árbitro(s): Laurynas Arzuolaitis | Árbitro(s): Laurynas Arzuolaitis |
| Vídeo resumen oficial: México vs. Irán |                                 |                   |                                                     |                                  |                                  |

| 14 de julio de 2015, 17:30               | Brasil                   | 2:1                       | España           | Estadio de Espinho, Espinho                                 |                                                             |
|                                          | - Rodrigo 1'27"' 31'39"' | ( 1:1, 0:0, 1:0 ) Reporte | - Mérida 11'22"' | Asistencia: 3500 espectadores Árbitro(s): Bakhtiyor Namazov | Asistencia: 3500 espectadores Árbitro(s): Bakhtiyor Namazov |
| Vídeo resumen oficial: Brasil vs. España |                          |                           |                  |                                                             |                                                             |

### Grupo D
| Equipo     | Pts | PJ | PG | PG+ | PP | GF | GC | Dif | Rend |
| ---------- | --- | -- | -- | --- | -- | -- | -- | --- | ---- |
| Tahití     | 9   | 3  | 3  | 0   | 0  | 18 | 14 | 4   | 100% |
| Rusia      | 6   | 3  | 2  | 0   | 1  | 17 | 14 | 3   | 66%  |
| Paraguay   | 3   | 3  | 1  | 0   | 2  | 14 | 16 | -2  | 33%  |
| Madagascar | 0   | 3  | 0  | 0   | 3  | 7  | 12 | -5  | 0%   |

| 10 de julio de 2015, 14:30                | Rusia                                                                                        | 7:5                       | Paraguay                                                                 | Estadio de Espinho, Espinho                                  |                                                              |
|                                           | - Romanov 6'06"' 14'53"' - Shishin 7'02"' 27'32"' 29'21"' - Shkarin 22'47"' - Leonov 24'26"' | ( 2:2; 2:2; 3:1 ) Reporte | - López 0'32"' - Morán 2'24"' 16'22"' 33'41"' - Rodríguez 17'36"' (pen.) | Asistencia: 2100 espectadores Árbitro(s): Suhaimi Mat Hassan | Asistencia: 2100 espectadores Árbitro(s): Suhaimi Mat Hassan |
| Vídeo resumen oficial: Rusia vs. Paraguay |                                                                                              |                           |                                                                          |                                                              |                                                              |

| 10 de julio de 2015, 16:00                   | Tahití                                                                  | 4:3                       | Madagascar                                     | Estadio de Espinho, Espinho                           |                                                       |
|                                              | - Labaste 3'24"' - Tepa 4'49"' - Tavanae 8'41"' - Benett 16'41"' (pen.) | ( 3:3; 1:0; 0:0 ) Reporte | - Ymelda 1'08"' - Tina 1'45"' - Flavien 6'00"' | Asistencia: 2400 espectadores Árbitro(s): Rubén Eiriz | Asistencia: 2400 espectadores Árbitro(s): Rubén Eiriz |
| Vídeo resumen oficial: Tahití vs. Madagascar |                                                                         |                           |                                                |                                                       |                                                       |

| 12 de julio de 2015, 14:30                  | Madagascar                         | 2:4                       | Rusia                                                            | Estadio de Espinho, Espinho                             |                                                         |
|                                             | - Bernardin 16'26"' - Toki 18'58"' | ( 0:3; 2:0; 0:1 ) Reporte | - Leonov 5'34"' - Romanov 6'07"' 8'27"' - Krasheninnikov 34'11"' | Asistencia: 2700 espectadores Árbitro(s): Warner Porras | Asistencia: 2700 espectadores Árbitro(s): Warner Porras |
| Vídeo resumen oficial: Madagascar vs. Rusia |                                    |                           |                                                                  |                                                         |                                                         |

| 12 de julio de 2015, 16:00                 | Paraguay                                                         | 5:7                       | Tahití | Estadio de Espinho, Espinho                                |                                                            |
|                                            | - Morán 1'39"' 17'41"' 24'40"' - López 26'15"' - Barreto 34'35"' | ( 1:4, 1:1, 3:2 ) Reporte | - Tavanae 1'36"' - Labaste 3'34"' 26'05"' - Zaveroni 7'19"' - Tchen 7'43"' - Tepa 13'07"' - Taiarui 24'44"' | Asistencia: 3500 espectadores Árbitro(s): César Echeverría | Asistencia: 3500 espectadores Árbitro(s): César Echeverría |
| Vídeo resumen oficial: Paraguay vs. Tahití |                                                                  |                           | |                                                            |                                                            |

| 14 de julio de 2015, 14:30              | Rusia | 6:7                       | Tahití                                                                                            | Estadio de Espinho, Espinho                               |                                                           |
|                                         | - Bukhlitskiy 7'03"' - Shishin 7'22"' - Paporotnyi 19'37"' - Krasheninnikov 22'27"' - Romanov 34'09"' - Makarov 34'49"' | ( 2:3, 2:2, 2,2 ) Reporte | - Li Fung Kue 1'40"' 8'41"' 13'16"' 26'39"' - Taiarui 7'40"' - Lehartel 22'37"' - Torohia 34'01"' | Asistencia: 2600 espectadores Árbitro(s): Álex Valdiviezo | Asistencia: 2600 espectadores Árbitro(s): Álex Valdiviezo |
| Vídeo resumen oficial: Rusia vs. Tahití | |                           |                                                                                                   |                                                           |                                                           |

| 14 de julio de 2015, 16:00                     | Paraguay                                                | 4:2                       | Madagascar                  | Estadio de Espinho, Espinho                                |                                                            |
|                                                | - Morán 10'18"' 26'54"' - López 16'18"' - Rolón 25'29"' | ( 1:0, 1:0, 2:2 ) Reporte | - Bernardin 12'54"' 25'32"' | Asistencia: 3100 espectadores Árbitro(s): Ingilab Mammadov | Asistencia: 3100 espectadores Árbitro(s): Ingilab Mammadov |
| Vídeo resumen oficial: Paraguay vs. Madagascar |                                                         |                           |                             |                                                            |                                                            |

## Segunda fase

### Cuadro general
|  | Cuartos de final    | Cuartos de final    |             |          | Semifinales         | Semifinales         |       |              | Final               | Final               |  |
|  | 16 de julio de 2015 | 16 de julio de 2015 |             |          | 18 de julio de 2015 | 18 de julio de 2015 |       |              | 19 de julio de 2015 | 19 de julio de 2015 |  |
|  |                     |                     |             |          |                     |                     |       |              |                     |                     |  |
|  |                     |                     |             |          |                     |                     |       |              |                     |                     |  |
|  | Portugal            | 7                   |             |          |                     |                     |       |              |                     |                     |  |
|  | Portugal            | 7                   |             |          |                     |                     |       |              |                     |                     |  |
|  | Suiza               | 3                   |             |          |                     |                     |       |              |                     |                     |  |
|  | Suiza               | 3                   |             | Portugal | 4                   |                     |       |              |                     |                     |  |
|  |                     |                     |             | Portugal | 4                   |                     |       |              |                     |                     |  |
|  |                     |                     | Rusia       | 2        |                     |                     |       |              |                     |                     |  |
|  | Brasil              | 5                   | Rusia       | 2        |                     |                     |       |              |                     |                     |  |
|  | Brasil              | 5                   |             |          |                     |                     |       |              |                     |                     |  |
|  | Rusia (t.s.)        | 6                   |             |          |                     |                     |       |              |                     |                     |  |
|  | Rusia (t.s.)        | 6                   |             |          |                     |                     |       | Portugal     | 5                   |                     |  |
|  |                     |                     |             |          |                     |                     |       | Portugal     | 5                   |                     |  |
|  |                     |                     | Tahití      | 3        |                     |                     |       |              |                     |                     |  |
|  | Italia              | 3                   | Tahití      | 3        |                     |                     |       |              |                     |                     |  |
|  | Italia              | 3                   |             |          |                     |                     |       |              |                     |                     |  |
|  | Japón               | 2                   |             |          |                     |                     |       |              |                     |                     |  |
|  | Japón               | 2                   |             | Italia   | 6 (1)               |                     |       | Tercer lugar | Tercer lugar        |                     |  |
|  |                     |                     |             | Italia   | 6 (1)               |                     |       | Tercer lugar | Tercer lugar        |                     |  |
|  |                     |                     | Tahití (p.) | 6 (3)    |                     |                     |       |              |                     |                     |  |
|  | Tahití              | 5                   | Tahití (p.) | 6 (3)    |                     |                     | Rusia | 5            |                     |                     |  |
|  | Tahití              | 5                   |             |          |                     |                     | Rusia | 5            |                     |                     |  |
|  | Irán                | 4                   |             |          |                     |                     |       |              | Italia              | 2                   |  |
|  | Irán                | 4                   |             |          |                     |                     |       |              | Italia              | 2                   |  |
|  |                     |                     |             |          |                     |                     |       |              |                     |                     |  |

### Cuartos de final
| 16 de julio de 2015, 14:00              | Brasil                                                                                            | 5:6 (t. s.)(0:1 t. s.)    | Rusia | Estadio de Espihno, Espinho                                 |                                                             |
|                                         | - Mão 8'08"' - Datinha 8'37"' - Mauricinho 8'58"' - Bokinha 30'07"' (pen.) - Bruno Xavier 31'31"' | ( 3:2, 0:1, 2:2 ) Reporte | - Paporotnyi 2'26"' - Shkarin 7'47"' - Shishin 12'34"' - Peremitin 28'47"' - Romanov 30'31"' - Shaikov 38'51"' | Asistencia: 3500 espectadores Árbitro(s): Jelili Ogunmuyiwa | Asistencia: 3500 espectadores Árbitro(s): Jelili Ogunmuyiwa |
| Vídeo resumen oficial: Brasil vs. Rusia |                                                                                                   |                           | |                                                             |                                                             |

| 16 de julio de 2015, 15:30                | Portugal | 7:3                       | Suiza                                            | Estadio de Espihno, Espinho                                 |                                                             |
|                                           | - Leu 1'10"' (a.g.) - Madjer 12'02"' 24'51"' 31'31"' - Andrade 13'11"' - Belchior 14'50"' - Coimbra 26'45"' | ( 1:1, 3:1, 3:1 ) Reporte | - Ott 10'22"' 28'20"' (pen.) - Stankoviċ 14'51"' | Asistencia: 3500 espectadores Árbitro(s): Bakhtiyor Namazov | Asistencia: 3500 espectadores Árbitro(s): Bakhtiyor Namazov |
| Vídeo resumen oficial: Portugal vs. Suiza | |                           |                                                  |                                                             |                                                             |

| 16 de julio de 2015, 17:00              | Italia                                        | 3:2                       | Japón                        | Estadio de Espihno, Espinho                             |                                                         |
|                                         | - Zurlo 11'45"' 34'07"' - Ramacciotti 21'48"' | ( 1:1, 1:0, 1:1 ) Reporte | - Ozu 00'20"' - Goto 25'39"' | Asistencia: 2650 espectadores Árbitro(s): Ivo de Moraes | Asistencia: 2650 espectadores Árbitro(s): Ivo de Moraes |
| Vídeo resumen oficial: Italia vs. Japón |                                               |                           |                              |                                                         |                                                         |

| 16 de julio de 2015, 18:30             | Tahití                                                                           | 5:4                       | Irán                                                                                | Estadio de Espihno, Espinho                           |                                                       |
|                                        | - Bennett 10'01"' 13'18"' - Tepa 26'12"' - Li Fung Kue 29'16"' - Taiarui 31'41"' | ( 1:0, 1:2, 3:2 ) Reporte | - Ahmadzadeh 12'37"' - Morshedi 13'57"' - Mesigar 26'51"' (pen.) - Mokhtari 30'04"' | Asistencia: 2700 espectadores Árbitro(s): Rubén Eiriz | Asistencia: 2700 espectadores Árbitro(s): Rubén Eiriz |
| Vídeo resumen oficial: Tahití vs. Irán |                                                                                  |                           |                                                                                     |                                                       |                                                       |

### Semifinales
| 18 de julio de 2015, 17:00               | Italia                                                                                                 | 6:6 (0:0 t. s.)(1:3 p.)    | Tahití                                                                                       | Estadio de Espihno, Espinho                                 |                                                             |
|                                          | - Palmacci 3'34"' - Gori 21'52"' 33'58"' - Ramacciotti 25'04"' - Di Palma 27'13"' - Corosiniti 33'23"' | ( 1:2, 1:2, 4:2 ) Reporte  | - Taiarui 0'23"' - Labaste 3'46"' - Bennett 13'47"' 25'18"' - Tavanae 22'59"' - Tepa 32'19"' | Asistencia: 3500 espectadores Árbitro(s): Jelili Ogunmuyiwa | Asistencia: 3500 espectadores Árbitro(s): Jelili Ogunmuyiwa |
|                                          | | Tiros desde el punto penal |                                                                                              |                                                             |                                                             |
|                                          | - Frainetti - Palmacci                                                                                 |                            | - Taiarui - Bennett - Li Fung Kuee                                                           |                                                             |                                                             |
| Vídeo resumen oficial: Italia vs. Tahití | |                            |                                                                                              |                                                             |                                                             |

| 18 de julio de 2015, 18:30                | Portugal                                                  | 4:2                       | Rusia                              | Estadio de Espihno, Espinho                                |                                                            |
|                                           | - Jordan 8'37"' - Bé 11'25"' 34'10"' - Bruno Novo 33'43"' | ( 2:1, 0:1, 2:0 ) Reporte | - Makarov 7'45"' - Shishin 13'30"' | Asistencia: 3500 espectadores Árbitro(s): Lucasz Ostrowski | Asistencia: 3500 espectadores Árbitro(s): Lucasz Ostrowski |
| Vídeo resumen oficial: Portugal vs. Rusia |                                                           |                           |                                    |                                                            |                                                            |

### Tercer puesto
| 19 de julio de 2015, 17:00              | Italia                               | 2:5                       | Rusia                                                                               | Estadio de Espihno, Espinho                                  |                                                              |
|                                         | - Palmacci 25'24"' - Marinai 32'10"' | ( 0:3, 0:2, 2:0 ) Reporte | - Shaikov 3'42"' - Peremitin 10'12"' 13'15"' - Romanov 11'42"' - Paporotnyi 18'34"' | Asistencia: 3500 espectadores Árbitro(s): Suhaimi Mat Hassam | Asistencia: 3500 espectadores Árbitro(s): Suhaimi Mat Hassam |
| Vídeo resumen oficial: Italia vs. Rusia |                                      |                           |                                                                                     |                                                              |                                                              |

### Final
| 19 de julio de 2015, 18:30                 | Tahití                                           | 3:5                       | Portugal                                                                                | Estadio de Espihno, Espinho                           |                                                       |
|                                            | - Labaste 16'30"' - Li Fung Kuee 18'28"' 24'23"' | ( 0:2, 2:2, 1:1 ) Reporte | - Madjer 0'03"' - Belchior 6'27"' - Coimbra 16'28"' - Bruno Novo 20'26"' - Alan 35'12"' | Asistencia: 3500 espectadores Árbitro(s): Rubén Eiriz | Asistencia: 3500 espectadores Árbitro(s): Rubén Eiriz |
| Vídeo resumen oficial: Tahití vs. Portugal |                                                  |                           |                                                                                         |                                                       |                                                       |

|                              |
| Bandera de Portugal          |
| Campeón Portugal 1.er título |

## Premios y reconocimientos
De acuerdo a la página oficial Archivado el 22 de julio de 2015 en Wayback Machine. de la competición.

### Goleador de Oro
El «Goleador de Oro» fue otorgado por la organización al jugador que anotó la mayor cantidad de goles durante el desarrollo del torneo. Aunque tres jugadores empataron con el mismo número de goles, el criterio fue a favor de quien realizó más asistencias y anotó más goles en menos encuentros.
| Jugador     | Selección | Goles |
| ----------- | --------- | ----- |
| Pedro Morán | Paraguay  | 8     |
| Madjer      | Portugal  | 8     |
| Noel Ott    | Suiza     | 8     |

### Balón de Oro
El galardón del «Balón de Oro» fue otorgado por la organización al mejor jugador del torneo.
| Jugador         | Selección |
| Heimanu Taiarui | Tahití    |
| Alan            | Portugal  |
| Madjer          | Portugal  |
| --------------- | --------- |

### Guante de Oro
El galardón del «Guante de oro» fue otorgado por la organización al mejor portero del evento.
| Jugador          | Selección |
| Jonathan Torohia | Tahití    |
| ---------------- | --------- |

### Premio Fair Play
El Premio Fair Play de la FIFA distinguió al equipo con el mejor registro disciplinario de la competición. 

| Premio Fair Play de la FIFA |
| Brasil                      |
| --------------------------- |

## Estadísticas

### Goleadores
| Jugador              | Selección | Anotado | Asi. | Pen. | PJ |
| -------------------- | --------- | ------- | ---- | ---- | -- |
| Pedro Morán          | Paraguay  | 8       | 1    | 0    | 3  |
| Madjer               | Portugal  | 8       | 1    | 0    | 6  |
| Noel Ott             | Suiza     | 8       | 0    | 1    | 4  |
| Kirill Romanov       | Rusia     | 7       | 3    | 0    | 6  |
| Raimana Li Fung Kuee | Tahití    | 7       | 2    | 0    | 6  |
| Emmanuele Zurlo      | Italia    | 7       | 1    | 0    | 6  |
| Gabriele Gori        | Italia    | 7       | 0    | 0    | 6  |
| Dmitrii Shishin      | Rusia     | 6       | 0    | 1    | 5  |
| Alan                 | Portugal  | 5       | 4    | 0    | 6  |
| Belchior             | Portugal  | 5       | 4    | 0    | 6  |
| Naea Bennett         | Tahití    | 5       | 1    | 1    | 4  |
| Tearii Labaste       | Tahití    | 5       | 1    | 0    | 6  |
| Heimanu Taiarui      | Tahití    | 4       | 6    | 0    | 6  |
| Mohammad Ahmadzadeh  | Irán      | 4       | 2    | 0    | 4  |
| Paolo Palmacci       | Italia    | 4       | 2    | 0    | 6  |
| Antonio              | España    | 4       | 1    | 1    | 3  |
| Takasuke Goto        | Japón     | 4       | 1    | 0    | 4  |
| Patrick Tepa         | Tahití    | 4       | 1    | 0    | 5  |
| Ibrahima Baldé       | Senegal   | 4       | 0    | 0    | 3  |

### Tabla general
| Equipo | Equipo     | Pts | PJ | PG | PG+ | PP | GF | GC | Dif | Rend |
| ------ | ---------- | --- | -- | -- | --- | -- | -- | -- | --- | ---- |
| 1      | Portugal   | 15  | 6  | 5  | 0   | 1  | 32 | 18 | 14  | 83%  |
| 2      | Tahití     | 15  | 6  | 5  | 0   | 1  | 35 | 29 | 6   | 83%  |
| 3      | Rusia      | 12  | 6  | 4  | 0   | 2  | 30 | 25 | 5   | 66%  |
| 4      | Italia     | 12  | 6  | 4  | 0   | 2  | 27 | 20 | 7   | 66%  |
| 5      | Brasil     | 9   | 4  | 3  | 0   | 1  | 10 | 11 | -1  | 75%  |
| 6      | Irán       | 6   | 4  | 2  | 0   | 2  | 16 | 16 | 0   | 50%  |
| 7      | Japón      | 6   | 4  | 2  | 0   | 2  | 12 | 13 | -1  | 50%  |
| 8      | Suiza      | 6   | 4  | 2  | 0   | 2  | 16 | 18 | -2  | 50%  |
| 9      | Omán       | 3   | 3  | 1  | 0   | 2  | 11 | 11 | 0   | 33%  |
| 10     | España     | 3   | 3  | 1  | 0   | 2  | 9  | 9  | 0   | 33%  |
| 11     | Senegal    | 3   | 3  | 1  | 0   | 2  | 12 | 13 | -1  | 33%  |
| 12     | Paraguay   | 3   | 3  | 1  | 0   | 2  | 14 | 16 | -2  | 33%  |
| 13     | Argentina  | 3   | 3  | 1  | 0   | 2  | 9  | 14 | -5  | 33%  |
| 14     | Madagascar | 0   | 3  | 0  | 0   | 3  | 7  | 12 | -5  | 0%   |
| 15     | México     | 0   | 3  | 0  | 0   | 3  | 4  | 11 | -7  | 0%   |
| 16     | Costa Rica | 0   | 3  | 0  | 0   | 3  | 6  | 17 | -11 | 0%   |